# Anaea tuoma
Anaea tuoma är en fjärilsart som beskrevs av Felix Bryk 1953. Anaea tuoma ingår i släktet Anaea och familjen praktfjärilar. Inga underarter finns listade i Catalogue of Life.